# Melissa Etheridge
Melissa Lou Etheridge (n. 29 mai 1961) este o cântăreață rock, compozitoare și activistă americană.
Etheridge este cunoscută pentru îmbinarea stilurilor pop, folk și rock cu versurile confesionale. Ea este, de asemenea, un simbol al activismului lesbian încă de la declararea publică a orientării sale sexuale, în 1993.

## Discografie
Albume de studio
- Melissa Etheridge (1988)
- Brave and Crazy (1989)
- Never Enough (1992)
- Yes I Am (1993)
- Your Little Secret (1995)
- Breakdown (1999)
- Skin (2001)
- Lucky (2004)
- Greatest Hits: The Road Less Traveled (2005)
- The Awakening (2007)
- A New Thought For Christmas (2008)
- Fearless Love (2010)
- Icon (2011) (compilation) [5]
- 4th Street Feeling (2012)
- This Is M.E. (2014)
- A Little Bit of Me: Live in L.A. (2015)[6]